# Kingsbury (Warwickshire)
Pour les articles homonymes, voir Kingsbury.
Kingsbury est un village et une paroisse civile du Warwickshire, en Angleterre. Administrativement, il dépend du district du North Warwickshire.

## Toponymie
Kingsbury est un toponyme d'origine vieil-anglaise. Contrairement à ce que laisserait penser son orthographe moderne, il n'a rien à voir avec un roi (king), mais désigne une place forte (byrig, datif de burh) appartenant à un homme nommé Cyne. Il est attesté pour la première fois sous la forme Chinesberie dans le Domesday Book, compilé en 1086.

## Démographie
Au recensement de 2011, la paroisse civile de Kingsbury comptait 7 652 habitants.
| Année | Population |
| ----- | ---------- |
| 1801  | 1 111      |
| 1811  | 1 104      |
| 1821  | 1 345      |
| 1831  | 1 314      |
| 1841  | 1 322      |
| 1851  | 1 416      |
| 1881  | 1 574      |
| 1891  | 2 049      |
| 1901  | 2 747      |
| 1911  | 3 831      |
| 1921  | 4 263      |
| 1931  | 3 923      |
| 1951  | 4 549      |
| 1961  | 6 358      |
| 2011  | 7 652      |